# Chionomesa
Chionomesa — рід серпокрильцеподібних птахів родини колібрієвих (Trochilidae). Представники цього роду мешкають в Південній Америці. Раніше їх відносили до роду Аріан (Polyerata), однак за результатами молекулярно-філогенетичного дослідження 2014 року вони були переведені до відновленого роду Chionomesa.

## Види
Виділяють два види:
- Аріан венесуельський (Chionomesa fimbriata)
- Аріан сапфіровогорлий (Chionomesa lactea)

## Етимологія
Наукова назва роду Chionomesa походить від сполучення слів дав.-гр. χιων — сніг і μεσος — середина.